# 별빛 아래
《별빛 아래》(영어: Starlights)는 대한민국의 인디 게임 개발 팀 별빛 아래 팀이 개발하고 배포한 수인 비주얼 노벨 게임이다. 한국에서 개발되어 출시로 이어진 최초의 수인 비주얼 노벨 게임으로도 알려져 있다. 2022년 4월 16일 처음 공개적으로 개발 시작을 알린 후, 2022년 9월 4일 정식판이 출시되었다. 최초 출시는 윈도우, macOS, 리눅스로만 이루어졌으며 2023년 4월 순차적으로 iOS, iPadOS, 안드로이드로도 이식되었다.
게임은 주인공이 자신의 성적 지향으로 인한 가족과의 갈등으로 강제적으로 기숙사가 있는 학교로 전학을 가게 된 후 그 곳에서 벌어지는 일련의 이야기를 다룬다. 비주얼 노벨의 장르적 특성 상, 플레이어는 새로운 학교에 적응해가는 주인공을 따라 한 학기동안 펼쳐지는 이야기를 감상하며 중간마다 여러 선택지를 마주하게 된다.
《별빛 아래》는 출시 후 하루만에 400회, 5일만에 700회가 넘는 다운로드 수를 기록하며 관련 팬덤 내에서 많은 관심과 호응을 받았다.

## 게임 플레이
《별빛 아래》는 비주얼 노벨 게임으로, 플레이어는 시각적으로 펼쳐지며 진행되는 스토리라인을 따라 주인공의 이야기를 경험하게 된다. 게임 도중, 플레이어는 일련의 선택지를 마주할 수 있으며 이러한 선택 중 일부는 이야기의 진행과 차후 플레이어가 마주하는 엔딩에 영향을 미칠 수 있다. 다른 비주얼 노벨 게임 대부분과 마찬가지로, 《별빛 아래》는 다중 엔딩을 채택하고 있다.
《별빛 아래》는 도전 과제 시스템을 채택하고 있다. 게임에서 플레이어가 획득할 수 있는 도전 과제는 총 6개이며, 일부는 플레이를 하며 자연스럽게 획득되기도 하고 일부는 특정한 조건을 만족해야만 획득되기도 한다.

## 개발
《별빛 아래》의 최초 컨셉은 2021년 3월 게임의 주인공을 그린 한 그림으로, 별빛 아래 팀의 개발 총괄은 해당 그림을 바탕으로 게임화를 진행하는 것을 생각하게 된다. 이후 2022년 초 팀원을 모은 후 2022년 4월 별빛 아래 팀이 결성되어 공식 홈페이지와 소셜 미디어 계정을 공개하고 사람들에게 게임 개발을 발표한다.
별빛 아래 팀은 이전에 좌초된 국산 수인 비주얼 노벨 게임 프로젝트를 교훈삼아 지나친 외부 활동보다는 게임 개발에 집중했고, 개발 내용은 정기적인 홈페이지 로그 업데이트를 통해 알리는 것으로 대신했다. 2022년 6월, 게임 주인공들의 모든 스프라이트가 완성되었고, 같은 해 8월에는 스토리가 완성되었다.
2022년 9월 4일, 《별빛 아래》가 정식으로 윈도우, macOS, 리눅스로 출시되며 국내 최초로 개발부터 출시까지 이어진 수인 비주얼 노벨 게임이 완성된다. 별빛 아래 팀에 따르면, 게임은 출시 하루만에 453회, 5일만에 781회의 다운로드 수를 기록하며 수인 팬덤 내에서 큰 관심과 호응을 얻었다.
이후 별빛 아래 팀은 게임의 영어, 일본어, 번체자 중국어 번역 계획 소식을 알린다. 한편 모바일 버전의 개발을 시작하여 2023년 4월 24일, iOS 버전을 출시하였으며, 이후 같은 달 27일에 iPadOS 버전을, 29일에는 안드로이드 버전의 출시를 알린다.
한편 가변 해상도를 지원하지 않는 Ren'Py 엔진의 특성으로 인해 Steam Deck과 같은 일부 플랫폼에서 레터박스가 나타나는 현상이 발생하였고, 이를 해결하기 위해 해당 해상도를 지원하는 Steam Deck 전용 에디션을 출시하였다.